# Hudžefa I.
Hudžefa I. je kartušno ime in psevdonim faraona, ki naj bi vladal v Drugi dinastiji vladarjev Starega Egipta. Natančna dolžina njegovega vladanja ni znana, ker Torinski seznam kraljev navaja 11 let,  medtem ko zgodovinar Maneto trdi, da je vladal 48 let. Egiptologi menijo, da sta oba podatka pretirana in domnevajo, da je vladal največ 2 leti.